# Enrique García-Ramal
Enrique García-Ramal Cellalbo (Barcelona, 27 de julio de 1914 - Madrid, 30 de noviembre de 1987) fue un político y empresario español. Ingeniero industrial de profesión, durante la Dictadura franquista ocupó diversos cargos en la administración pública y empresas privadas.

## Biografía
Nacido el 27 de julio de 1914 en Barcelona, era ingeniero industrial de profesión, habiéndose doctorado por la Universidad de Barcelona. Militante del partido monárquico Renovación Española, en julio de 1936 intervino activamente en el golpe de Estado contra la República, aunque resultó gravemente herido durante el mismo y llegó a ser hecho prisionero. Posteriormente pasó a la zona sublevada, donde terminó la Guerra Civil como teniente provisional de artillería.
Durante la Dictadura franquista ocupó diversos puestos de responsabilidad. Miembro destacado de la Falange catalana, en 1940 fundó los Sindicatos verticales en Barcelona. Posteriormente ocuparía otros puestos de relevancia, como presidente del Sindicato Nacional del Metal, consejero de Economía Nacional o procurador en las Cortes franquistas. Como jefe del Sindicato del Metal tuvo una gran actividad, promulgando una reglamentación de la minería. Además de su actividad política también ocupó puestos en empresas de ámbito privado, llegando a ser director gerente de la empresa Altos Hornos de Vizcaya.
En octubre de 1969 fue nombrado Delegado nacional de Sindicatos, aunque con rango de ministro sin cartera. García-Ramal desarrolló una importante labor reformista durante su etapa al frente de los Sindicatos Verticales, concediendo a los trabajadores más representatividad sindical, así como una mayor protección laboral y beneficios sociales. En junio de 1973 fue nombrado Ministro de Relaciones Sindicales —ministerio de nueva creación— en el gobierno presidido por Luis Carrero Blanco, cargo que mantuvo hasta su cese enero de 1974. Tras su salida del gobierno fue de nuevo consejero de Economía Nacional, cargo que ostentó entre 1974 y 1979.
Falleció en Madrid el 30 de noviembre de 1987.